# Stadio Giacomo Romanelli
Lo stadio comunale Giacomo Romanelli è un impianto sportivo di Borgo San Lorenzo (FI); lo stadio ospita le gare interne della Fortis Juventus.

## Storia
Il 28 ottobre 1928, per donazione di Giacomo Romanelli, viene inaugurato lo Stadio Comunale che ancora oggi è lo stadio dei biancoverdi. 
Nell'estate del 2025 partono i lavori di rifacimento delle tribune, grazie ai fondi del PNRR, lavori che prevedono la demolizione completa delle due tribune laterali e il loro rifacimento, comprensivo dei locali sottostanti.
Nel 1944, il Romanelli diventa addirittura un campo di raccolta per prigionieri e sul terreno di gioco vengono innalzate delle baracche.
Lo stadio può contenere circa 2000-2500 persone ospitate sia nella tribuna coperta, fornita di una piccola ma funzionale sala stampa, sia nella tribuna riservata agli ospiti sempre in muratura ma priva di copertura.
Adiacente alla tribuna coperta è presente l'accogliente circolo Biancoverde con  ristorante-pizzeria.
L'impianto è fornito anche di un campo sportivo sussidiario denominato "Donatini" con superficie in erba sintetica, utilizzato per gli allenamenti e le partite ufficiali del settore giovanile della Società. 
Sia il Sussidiario "Donatini" che il "Romanelli" sono attrezzati con  impianti d'illuminazione per le partite in notturna. Questo è anche lo stadio principale di Borgo San Lorenzo.